# 지선 (가수)
지선(1978년 10월 23일 ~ )은 대한민국의 가수이자 작곡가이다. 지선이라는 예명은 가수로 활동시 사용하고, 본명은 황지선(黃智宣)이다.
언더그라운드씬에서 위자드라는 4인조 밴드의 리더로서 '보라마녀'로 불리었으며, 후에 2002년 DAUM의 공개 오디션에서 631:1이란 높은 경쟁을 뚫고 러브홀릭의 보컬로 활동했었다.
러브홀릭에서 보컬 탈퇴(2007년) 후 새로이 솔로활동을 위해 울림엔터테인먼트로 소속사를 옮기고, 2009년 2월 3일 독립된 뮤지션으로서 첫 앨범 《인어.. 집으로 돌아오다》를 발매했다.

## 학력
- 홍남초등학교 졸업
- 홍성여자중학교 졸업
- 홍성여자고등학교 졸업
- 서울과학기술대학교 금속공예디자인학과 학사

## 음반
- 1집 《인어.. 집으로 돌아오다》 - 2009년 2월 3일

1. Someone Somewhere Someday
2. 인어... 집으로 돌아오다.
3. 안녕 마음아
4. 롤러코스터러브
5. Universe
6. Windflower (feat. Alex)
7. 그는 널 사랑하지 않아.
8. 보고싶어.
9. 지구인
10. Phony war
11. 우리가 나눈 사랑의 진실
12. L O V E
13. Polaris

- Single What A Feeling - 2009년 3월 13일

1. What A Feeling (MBC 시트콤 태희, 혜교, 지현이 테마송)

- EP 《바람 (Wish)》 - 2011년 6월 10일

1. 바람아 불어라
2. Ever After
3. Thanks To

- Digital Single Rainbow - 2022년 5월 11일

1. Rainbow

### 참여작
- 에픽하이 - Paris (Featuring), One (Featuring), 당신의 조각들 (Featuring)
- 알렉스 - 너무 아픈 이 말(Featuring)
- 마이 앤트 메리 - 굿바이 데이 (Featuring)
- 심현보 - 목욕이 좋아 (Featuring)

## 방송
- 2020년 JTBC 싱어게인 2호가수로 출전
- 2022년 TV CHOSUN 국가가 부른다 게스트

## 사용 악기

### 일렉트릭 기타
- Fender Japan Telecaster 69 - Pink Paisley
- Grestch G6136T - White Palcon

## 사생활
어려서부터 음악에 꿈을 가졌으며, 토토, 레드 핫 칠리 페퍼스, 건즈 앤 로지스, 노 다웃, 크랜베리스, 리사 롭의 영향을 많이 받았다고 밝혔다.
러브홀릭 탈퇴 후 공백기 동안 오키나와에서 석달 간 지내며 새로운 솔로 활동을 결심했다.

## 수상
- 2009년 3월 Cyworld Music Award '탐음매니아'부문 수상 (1회)
- 2010년 1월 제 16회 대한민국 연예예술상 여자 발라드 가수상

## 같이 보기
- 러브홀릭